# Acacia sphenophylla
Acacia sphenophylla är en ärtväxtart som beskrevs av Bruce R. Maslin. Acacia sphenophylla ingår i släktet akacior, och familjen ärtväxter. Inga underarter finns listade i Catalogue of Life.